# Pérama (ort i Grekland, Joniska öarna)
Pérama (Perama) är en ort i Grekland.   Den ligger i prefekturen Nomós Kerkýras och regionen Joniska öarna, i den västra delen av landet, 400 km nordväst om huvudstaden Aten. Pérama ligger 124 meter över havet och antalet invånare är 1 021. Den ligger på ön Korfu.
Terrängen runt Pérama är platt åt nordväst, men åt sydväst är den kuperad. Havet är nära Pérama åt nordost. Närmaste större samhälle är Korfu, 4,2 km norr om Pérama. 